# Percy McDonnell
Percy Stanislaus McDonnell (* 13. November 1858 in London, Vereinigtes Königreich; † 24. September 1896 in Brisbane, Australien) war ein australischer Cricketspieler, der zwischen 1880 und 1888 für die australische Nationalmannschaft spielte.

## Aktive Karriere
McDonnell gab sein First-Class-Debüt für Victoria in der Saison 1877/78. Sein Debüt in der Nationalmannschaft gab er im Sommer 1880 in England. In der Saison 1881/82 kam die englische Mannschaft nach Australien, wo ihm im  dritten Test ein Century über 147 Runs und im vierten ein Fifty über 52 Runs gelang, womit er den Tour-Sieg sicherte. Als im Jahr darauf England wieder nach Australien kam, war er wieder im Team, und erreichte als beste Leistung 43 Runs. Im Sommer 1884 reiste er wieder nach England, wo ihm im dritten Test ein Century über 103 Runs aus 168 Bällen gelang. Bei der folgenden Tour in Australien erzielte er im ersten Test ein Century über 124 Runs im ersten Innings und ein Fifty über 83 Runs im zweiten, was jedoch nicht ausreichte um die Niederlage zu vermeiden. Daraufhin wechselte er im nationalen Cricket zu New South Wales. Er bestritt noch zwei weitere Touren in der Saison 1886/87 in Australien und in der Saison 1888 in England als Kapitän, konnte dort jedoch als Batter nicht mehr herausstechen. Im Jahr 1891 heiratete er und beendete nach der Saison 1891/92 das First-Class-Cricket. In der Saison 1894/95 begann er wieder für Queensland zu spielen. Im September 1896 verstarb er dann an einem Herzinfarkt im Alter von 37 Jahren.